# СИ (электровоз)
СИ (Сурамский, итальянского производства, полное обозначение серии — СИ10) — эксплуатируемый в СССР магистральный грузовой электровоз постоянного тока, предназначенный для эксплуатации на Сурамском перевале. Выпускался итальянской фирмой Tecnomasio Italiano-Brown-Boweri.

## История
Для эксплуатации на Сурамском перевале НКПС решил поначалу заказать электровозы у зарубежных компаний, причём как в Америке, так и в Европе, что позволяло впоследствии использовать зарубежный опыт. Из европейских компаний наибольший опыт по строительству электровозов на напряжение 3000 В имела итальянская фирма Tecnomasio Italiano-Brown-Boweri, причём во многом это было обусловлено массовым переводом электрифицированных итальянских железных дорог на это напряжение. Итальянской компании был выдан заказ на постройку семи электровозов, при этом было оговорено, что тормозное оборудование, пусковые и тормозные характеристики, число экономических скоростей, а также межэлектровозные соединения у новых электровозов должны быть такими же, как у электровозов серии С (поставлялись американской компанией General Electric).
При строительстве компания использовала электрооборудование такое же, как у итальянского электровоза серии 636 либо (как в случае с тяговыми электродвигателями) схожее ним по конструкции. Новый электровоз имел существенные отличия от прочих сурамских электровозов (С и СС). Серия итальянских электровозов получила обозначение С10И (или просто СИ) и номера от 09 до 15.

## Особенности конструкции

### Механическая часть
По сравнению с электровозами СС и С10, механическая часть была более совершенной, хотя и более сложной. Электровозы СИ также были шестиосными двухтележечными локомотивами, подобно электровозам С10. Обе тележки были полностью одинаковы по конструкции. Как и у электровозов СС и С10, тележки имели бандажные колёса и челюстные буксы. Электровоз также имел только буксовое рессорное подвешивание: рессоры размещались между буксами и рамой тележки. При этом рама тележки опиралась на буксы колёсных пар через спиральные пружинные рессоры, балансиры и надбуксовые листовые рессоры. Главным отличием такой схемы было то, что рама тележки опиралась на балансиры не напрямую, а через спиральные рессоры. В каждой тележке все оси были сбалансированы между собой.
Электровозы СИ также имели индивидуальный тяговый привод и зубчатые редукторы с передаточным числом 4,45, но модуль зубчатых колёс составлял 10,275 (вместо 10). Венцы больших зубчатых колёс, устанавливавшихся колёсных парах, были разъёмными, а сами колёса насаживались на удлинённую ступицу колеса. Главным отличием тормозной системы тележек было двустороннее нажатие колодок на колеса (у СС и С10 — одностороннее). Продольные силы от электровоза на состав также передавались только через тележки, соединённые межтележечным соединением. Оно позволяло одной тележке перемещаться относительно другой вправо либо влево. Опоры, через которые кузов опирался на тележку, были выполнены сферическими и имели пружинное возвращающее устройство.

### Электрооборудование

#### Тяговые двигатели и управление ими
Электровозы СИ, подобно электровозам С10 и СС, также имели 6 тяговых электродвигателей типа GDTM-655, близких по конструкции к двигателям электровозов серии 636 Итальянских железных дорог. Как и двигатели электровозов С10 и СС, итальянские двигатели также имели 4 главных и 4 добавочных полюса. Но итальянские двигатели были несколько мощнее, имели петлевую обмотку якоря с уравнительными соединениями (вместо волновой) и роликовые подшипники якоря (вместо подшипников скольжения). Двигатели также имели принудительную вентиляцию, но воздух, в отличие от электровозов С10 и СС, подавался со стороны, противоположной коллектору. Из-за большей мощности двигателей для получения тяговых характеристик, одинаковых с электровозами серии С10, параллельно обмоткам возбуждения двигателей были постоянно подключены резисторы, в результате чего по обмотке возбуждения нормально протекало 93,5 % тока якоря (как говорят, полное возбуждение составляло 93,5 %). Каждый двигатель имел следующие основные параметры: продолжительная мощность — 325 кВт при токе 232 А и частоте вращения 610 об/мин; часовая мощность — 380 кВт при токе 275 А и частоте вращения 580 об/мин; максимальная частота вращения — 1400 об/мин; масса — 6130 кг; расчётное количество охлаждающего воздуха — 100 м3/мин.
Электровозы СИ, подобно электровозам С10 и СС, также были оборудованы электродинамическим рекуперативным торможением. В этом режиме обмотки возбуждения тяговых двигателей питались от возбудителя (рекуперативного агрегата), представляющего собой мотор-генератор. Он состоял из электродвигателя типа GS-450/4, генератора типа GS-390/6 и мотор-стабилизатора типа GH-80/8. Включение мотор-стабилизатора при рекуперативном торможении последовательно со стабилизирующим резистором уменьшало потери энергии в этом режиме.
Управление тяговыми двигателями осуществлялось, как и на электровозах С10 и СС, с помощью контроллера машиниста. Из-за применения в цепях тяговых двигателей высокого напряжения 3000 В применялась система косвенного управления: при переключении рукояток контроллера машиниста формировались сигналы низкого напряжения 50 В, поступавшие на приводы аппаратов, переключавших цепи высокого напряжения. Для совместной работы электровозов СИ и С10 контроллеры этих электровозов имели одинаковое число позиций главных и тормозных рукояток. Контроллеры электровозов СИ были барабанного типа: они имели систему пальчиковых контактов, замыкаемых контактными сегментами барабанов (как на электровозах СС). Электровозы СИ стали первыми электровозами в СССР, у которых реверсивная и селективная рукоятка контроллера были объединены в одну реверсивно-селективную. Она имела 7 позиций: нулевую, три позиции "Вперёд" и три — "Назад". Поэтому контроллеры электровозов СИ имели три рукоятки вместо четырех (позднее на многих электровозах постоянного тока серии ВЛ также применялся контроллер машиниста с тремя рукоятками).
Электровозы СИ могли работать по системе многие единиц (СМЕ). Для этого на торцевых площадках электровозов были установлены розетки межэлектровозных соединений цепей управления. Для совместной работы электровозов СИ и С10 эти электровозы имели одинаковые розетки межэлектровозных соединений. Требование обеспечить возможность совместной работы электровозов серии СИ и С10 фирма Броун Бовери выполнила успешно. При испытаниях в ноябре 1933 г. потребовалось не более 5 минут на сцепку электровоза С10 с электровозом СИ №10 без предварительной проверки схем. Управление велось из кабины машиниста электровоза СИ: на обоих локомотивах были подняты пантографы, включены быстродействующие выключатели, запущены вспомогательные машины. После этого два очень отличавшихся по конструкции электровоза, управлявшихся из одной кабины, были прицеплены к грузовому составу и повели его по Сурамскому перевалу. Из-за разницы в схемах управления, работа по СМЕ электровозов СИ и СС была невозможной.

#### Питание вспомогательных машин
Электродвигатели вспомогательных машин электровоза (возбудителя, двух мотор-компрессоров, двух мотор-вентиляторов) были выполнены для работы от напряжения контактной сети 3000 В. Эти двигатели подключались к токоприёмнику напрямую, а не через динамотор, как на электровозах серий С10 и СС. Поэтому на итальянских электровозах отсутствовали динамоторы. Такая схема питания вспомогательных машин позднее применялась на многих электровозах постоянного тока серии ВЛ.

#### Вентиляция
Для принудительного охлаждения тяговых электродвигателей и другого электрооборудования на электровозе было установлено два мотор-вентилятора. В качестве двигателей вентиляторов использовались электродвигатели типа GS-300/4 (мощность 16,5 кВт, номинальное напряжение 3000 В, номинальный ток 7 А, частота вращения 1500 об/мин). От двигателя каждого вентилятора приводился во вращение вал генератора управления.

#### Питание низковольтных цепей
Для питания низковольтных цепей на электровозах серии СИ были установлены два генератора управления типа G-260/4. Это были генераторы постоянного тока 50 В, валы которых приводились во вращение от мотор-вентиляторов (на электровозах С10 и СС был один такой генератор, входивший в состав динамотора). Поэтому генераторы электровозов СИ работали только при включённых мотор-вентиляторах. В дальнейшем такая схема применялась на большинстве электровозов постоянного тока серий ВЛ и ЧС. Каждый генератор имел следующие основные параметры: напряжение – 50 В, мощность — 3,5 кВт при токе 70 А; частота вращения — 1500 об/мин. Автоматическое поддержание напряжения 50 В на генераторах осуществлялось регуляторами напряжения. Эти регуляторы имели принципиально иную конструкцию по сранению с регуляторами на электровозах С10 и СС. Регуляторы представляли собой резисторы, секции которых подключались к контактным пластинам, образующим цилиндрическую поверхность. По этой поверхности как бы катался контактный сектор, поворачиваемый электромагнитом. Угол поворота сектора, а, следовательно, и сопротивление резисторов, включенных последовательно с обмоткой возбуждения генератора тока управления, зависели от напряжения на генераторе.
При остановленных вентиляторах низковольтные цепи питались от свинцово-кислотной аккумуляторной батареи, имевшей 26 элементов общей емкостью 200 А-ч при пятичасовом разряде. Емкость батареи была в три раза больше, чем на электровозах СС.

#### Система безопасности
На электровозах СИ (в отличие от С10 и СС) были установлены аппараты безопасности, которые требовали от машиниста нажатия одной из трех педалей или кнопки. После прохода электровозом более 100 м с ненажатой педалью или кнопкой отключались тяговые двигатели и включались тормоза. Так как электровозы СИ обслуживались двумя лицами, то аппараты безопасности обычно выключались.

### Пневматическая система
Для получения сжатого воздуха, необходимого для работы тормозов и электрических аппаратов, на электровозе были установлены два мотор-компрессора, состоявшие из поршневого 2-цилиндрового 2-ступенчатого компрессора и его электродвигателя. Электродвигатели компрессоров типа GFM-300/4 питались напряжением 3000 В от контактной сети. Мощность электродвигателя — 19 кВт (в 2 раза мощнее, чем на электровозах С10), номинальный ток — 8 А, частота вращения — 1450 об/мин (в 1,6 раза выше, чем на С10); производительность компрессора — 1800 л/мин воздуха при давлении 8 а. Вал компрессора соединялся с валом электродвигателя через конический зубчатый редуктор с передаточным числом 5,46.
Электровозы СИ для совместной работы с электровозами С10 также имели тормозное пневматическое оборудование Вестингауза типа EL-14.

## Эксплуатация
В октябре 1933 года на Сурамский перевал поступили первые три электровоза серии — СИ10-09 — СИ10-11. При массе 135 т электровозы не могли одиночной тягой вывезти на расчётном подъёме состав весом 1000 тонн. В результате на последующих электровозах серии (СИ10-12 — СИ10-15, поступивших на перевал в апреле 1934 года) масса, благодаря добавлению балласта, возросла до 142 т. Позднее часть балласта сняли и сцепной вес был опять снижен до 132–135 т.
Электровозы СИ наравне с электровозами С эксплуатировались в депо Хашури. В процессе эксплуатации выяснилась, что у СИ сложная по конструкции ходовая часть требует более дорогого ремонта, нежели у С, чем полностью свела на нет преимущества по динамике хода. В 1952 году в ходе капитального ремонта на электровозах № 09 и 14 были поставлены вспомогательные машины и часть электрооборудования как на электровозах ВЛ22м. Такие электровозы получили обозначение СИМ (модернизированные). Электровозы СИ были исключены из локомотивного парка в 1960—1965 гг., электровозы СИМ — в 1967 и 1979 гг.